# Rita Todorowa
Rita Todorowa (bulgarisch Рита Тодорова; * 18. August 1958) ist eine ehemalige bulgarische Ruderin, die 1980 eine olympische Silbermedaille im Vierer mit Steuerfrau gewann.

## Sportliche Karriere
Bei den Weltmeisterschaften 1978 belegte der bulgarische Vierer mit Steuerfrau den vierten Platz in der Besetzung Marijka Modewa, Rumjana Prisadowa, Rita Todorowa, Stefka Kolewa und Steuerfrau Stanka Wrakilowa. Im Ziel hatten die Bulgarinnen 2,3 Sekunden Rückstand auf die drittplatzierten Rumäninnen. Im Jahr darauf belegte der bulgarische Vierer auch bei den Weltmeisterschaften 1979 den vierten Platz. Rumjana Paschewa, Rita Todorowa, Marijka Modewa, Rumjana Prisadowa und Steuerfrau Nadeschda Filipowa hatten diesmal 3,4 Sekunden Rückstand auf die drittplatzierten Rumäninnen. Bei der olympischen Regatta 1980 gewann der bulgarische Vierer mit Ginka Gjurowa, Marijka Modewa, Rita Todorowa, Iskra Welinowa und Steuerfrau Nadeschda Filipowa die Silbermedaille mit anderthalb Sekunden Rückstand auf den DDR-Vierer und 0,17 Sekunden Vorsprung auf das drittplatzierte Boot aus der Sowjetunion.
1981 trat Rita Todorowa zusammen mit Walentina Alexandrowa im Zweier ohne Steuerfrau an. Bei den Weltmeisterschaften in München hatten die beiden als Viertplatzierte eine Sekunde Rückstand auf die drittplatzierten Rumäninnen. Zwei Jahre später belegte Todorowa bei den Weltmeisterschaften 1983 den sechsten Platz im Vierer mit Steuerfrau. Ihr nächstes Weltmeisterschaftsfinale erreichte Todorowa erst vier Jahre später, als sie mit dem Achter den sechsten Platz bei den Weltmeisterschaften 1987 belegte. Zum Abschluss ihrer Karriere erreichte Todorowa bei den Olympischen Spielen 1988 in Seoul den fünften Platz mit dem Achter.